# Рабепразол
Рабепразо́л — противоязвенный препарат из группы ингибиторов протонной помпы (Н+/К±АТФазы). Разработан Eisai, реализуется Janssen-Cilag в виде натриевой соли (rabeprazole sodium) под торговыми названиями Aciphex или Париет.
В России для розничной продажи зарегистрированы препараты с действующим веществом рабепразол с торговыми названиями:
- Париет, таблетки покрытые растворимой в кишечнике оболочкой, производство Eisai Co., Япония, упаковка Cilag, Швейцария, содержащие 10 или 20 мг рабепразола;
- Разо, таблетки покрытые кишечнорастворимой оболочкой. Производство Dr. Reddy's Laboratories Ltd., Индия. Содержание 10 или 20 мг рабепразола.
- Хайрабезол, таблетки покрытые растворимой в кишечнике оболочкой, производство Хайгланс Лабораториз, Индия, упаковка Хайгланс Лабораториз, Индия, содержащие 10 или 20 мг рабепразола;
- Зульбекс, таблетки покрытые растворимой в кишечнике оболочкой, производство КРКА, Словения, упаковка КРКА, Россия, содержащие 10 или 20 мг рабепразола;
- Рабепразол-СЗ, таблетки покрытые растворимой в кишечнике оболочкой, производство Северная Звезда, Россия, содержащие 10 или 20 мг рабепразола.
- Рабиет, таблетки покрытые растворимой в кишечнике оболочкой, производство Оболенское фармацевтическое предприятие, Россия, содержащие 10 или 20 мг рабепразола.
- Рабелок, таблетки покрытые растворимой в кишечнике оболочкой, производство Cadila Pharmaceuticals, Индия, упаковка Cadila Pharmaceuticals, Индия, содержащие 10 или 20 мг рабепразола. А также лиофилизат для приготовления раствора для внутривенного введения, содержащий 20 мг рабепразола.
- Берета, таблетки покрытые растворимой в кишечнике оболочкой, производство Верофарм, Россия, упаковка Верофарм, Россия, содержащие 10 или 20 мг рабепразола.

В других странах бывшего СССР дженерики рабепразола продаются под торговыми марками Барол, Геердин, Рабезол, Рабемак, Рабимак, Разо, Разол и другими.

## Фармакологические группы
Ингибиторы протонного насоса.

## Применение
Язвенная болезнь желудка и двенадцатиперстной кишки в стадии обострения, гастроэзофагеальная рефлюксная болезнь. Также применяется в составе комбинированной терапии при лечении язвенной болезни желудка или двенадцатиперстной кишки или гастритов, ассоциированных с Helicobacter pylori.

## Противопоказания
Гиперчувствительность, в том числе к замещенным бензимидазолам, беременность, кормление грудью.

## Ограничения к применению
Тяжелая печеночная недостаточность.

## Побочные действия
Со стороны органов ЖКТ: диарея, тошнота; менее часто — рвота, боль в животе, метеоризм, запор; редко — сухость во рту, отрыжка; в единичных случаях — нарушение вкусовых ощущений, анорексия, стоматит, гастрит, повышение активности печёночных трансаминаз.
Со стороны нервной системы и органов чувств: головная боль; менее часто — головокружение, астения, бессонница; очень редко — нервозность, сонливость; в отдельных случаях — депрессия, нарушения зрения.
Со стороны опорно-двигательного аппарата: редко — миалгия; очень редко — артралгия, судороги икроножных мышц.
Со стороны респираторной системы: редко — воспаление или инфекция верхних дыхательных путей, сильный кашель; очень редко — синусит, бронхит.

## Аллергические реакции
Сыпь, кожный зуд, боль в спине, груди, конечностях, отеки, инфекция мочевыводящих путей, лихорадка, озноб, гриппоподобный синдром, повышенная потливость, увеличение массы тела, лейкоцитоз.

## Взаимодействие
Уменьшает концентрацию кетоконазола в плазме (на 33 %), повышает концентрацию дигоксина (на 22 %). Не взаимодействует с жидкими антацидами. Совместим с препаратами, метаболизирующимися системой цитохрома P450 (варфарин, фенитоин, теофиллин, диазепам).

## Передозировка
Симптомы не описаны. Лечение: при подозрении на передозировку рекомендуется поддерживающая и симптоматическая терапия. Диализ неэффективен.

## Способ применения и дозы
Внутрь, утром, до еды, не разжевывая и не измельчая; при язвенной болезни желудка в стадии обострения — 20 мг 1 раз в сутки в течение 4 недель, при недостаточном заживлении — дополнительно на протяжении еще 4 недель; при язвенной болезни двенадцатиперстной кишки — 10 или 20 мг 1 раз в сутки в течение 6 недель, при недостаточном заживлении — еще 6 недель; при гастроэзофагеальной рефлюксной болезни — 20 мг 1 раз в сутки в течение 4-8 недель, в дальнейшем возможна поддерживающая терапия: 10-20 мг 1 раз в сутки.
При лечении язвенной болезни или гастритов, ассоциированных с Helicobacter pylori рабепразол назначается строго в составе определенных эрадикационных схем, по 20 мг два раза в день в сочетании с антибактериальными препаратами и, возможно, висмутом трикалия дицитратом. В связи с различной резистентностью к разным антибиотикам и генетическими особенностями населения на разных территориях, схемы эрадикации разрабатываются национальными организациями. В России такие схемы разработаны Научным обществом гастроэнтерологов России.

## Меры предосторожности
Перед началом лечения необходимо исключить злокачественное новообразование желудка (симптоматическое улучшение на фоне лечения рабепразолом может затруднить своевременную диагностику). Рекомендуется соблюдать осторожность при первом назначении рабепразола пациентам с тяжелыми нарушениями функции печени. В случае появления сонливости следует отказаться от вождения автомобиля и других видов деятельности, требующих повышенной концентрации внимания. Пациенты, одновременно с рабепразолом получающие кетоконазол или дигоксин, нуждаются в дополнительном наблюдении (может потребоваться корректировка дозы указанных препаратов).

## Некоторые особенности
Латентный период действия рабепразола в пределах от 2-х до 3-х часов. При язвенной болезни боль в первые сутки после начала терапии рабепразолом стихает у 35-50 % пациентов. Полностью болевые ощущения и диспепсический синдром проходят на 4-е сутки с начала лечения.